# Хули (народ)
Хули — папуасский народ, проживающий в провинции Саутерн-Хайлендс (Папуа — Новая Гвинея) около 1000 лет. Численность — около 150 000 человек (один из крупнейших папуасских народов), основной язык — хули группы восточногвинейского нагорья трансновогвинейской семьи (около 70 000 носителей). Хули разделены на кланы (hamigini) и подкланы (hamigini emene).
Большинство хули придерживаются полигинии, мужчины могут иметь несколько жён, в то время как обратное неверно. Экзогамия в порядке вещей и браки между родственниками запрещены. Семья невесты часто получает калым в виде свиней или другого домашнего скота. Жених ответственен за постройку дома. Деятельность женщин заключается в уходе за детьми, за огородом и в разведении свиней. Обычно мальчики с 10 лет начинают жить с отцом. Причиной развода может послужить неспособность женщины иметь детей.

## Примечание
1. ↑  W. M. Rule A Comparative Study of the Foe, Huli, and Pole Languages of Papua New Guinea — University of Sydney, 1977 — 124 p.
2. ↑  Народы мира: Историко-этнографический справочник/Гл. ред. Ю. В. Бромлей. Ред. коллегия: С. А. Арутюнов, С. И. Брук, Т. Ф. Жданко и др.— М.: Советская Энциклопедия, 1988.— 624 с.: ил., 6 л. цв. карт.